# Campionato australiano di pallavolo maschile
Il campionato australiano di pallavolo maschile è un insieme di tornei pallavolistici australiani, istituiti dalla AVF. A livello professionistico consiste di una sola categoria, l'Australian Volleyball League, oltre la quale vengono organizzati esclusivamente tornei giovanili o amatoriali.

## Struttura
- Campionati nazionali professionistici:

Australian Volleyball League: a girone unico, partecipano 8 squadre.